# لخت‌صورتان
لخت‌صورتان (نام علمی: Pitheciidae) نام یک تیره از فروراسته پخ‌بینیان است.